# Symposia (animal)
Symposia es un género de arañas araneomorfas de la familia Cybaeidae. Se encuentra en Venezuela y Colombia.

## Lista de especies
Según The World Spider Catalog 12.0:
- Symposia bifurca Roth, 1967
- Symposia columbiana Müller & Heimer, 1988
- Symposia dubiosa Roth, 1967
- Symposia sexoculata Roth, 1967
- Symposia silvicola Simon, 1898
- Symposia umbrosa Simon, 1898